# Enroladinho

Típico enroladinho de salsicha (ou vina).

Enroladinha ou simplesmente enrolada é um aperitivo típico brasileiro, mais comum no Ceará[carece de fontes?]. Seu nome se dá por ser uma massa em volta de uma salsicha (costumeiramente), mas pode ser de queijo e presunto ou qualquer outra coisa que se prefira.
É feito com a mesma massa da coxinha e do risole, mudando apenas o formato e o recheio.